# Berrocal
|  | Aquest article tracta sobre el poble de la província de Huelva. Si cerqueu l'escultor andalús, vegeu «Miguel Ortiz Berrocal». |

Berrocal és un poble de la província de Huelva (Andalusia), que pertany a la comarca de Cuenca Minera.